# Abdul
Abdul (även translittererat som Abdal, Abdel, Abdil, Abdol, Abdool eller Abdoul; arabiska عبد ال, ʿAbd al-), är en fras som betyder "tjänare till".
Många arabiska namn består av Abdul följt av något av Guds 99 namn.